# Калюжинська сільська рада
Калюжинська сільська́ ра́да — колишній орган місцевого самоврядування у Срібнянському районі Чернігівської області. Адміністративний центр — село Калюжинці.

## Загальні відомості
- Територія ради: 3,665 км²
- Населення ради: 543 особи (станом на 2001 рік)
- Відстань до районного центру шосейними шляхами — 15 кілометрів.

## Населені пункти
Сільській раді були підпорядковані населені пункти:
- с. Калюжинці

## Склад ради
Рада складалася з 12 депутатів та голови.
- Голова ради: Коваленко Олександр Михайлович
- Секретар ради: Ромазан Людмила Миколаївна

## Історія
Калюжинська сільська рада зареєстрована 1937 року. Стала однією з 11-ти сільських рад Срібнянського району і одна з трьох, яка складається з одного населеного пункту — села Калюжинці.

### Керівний склад попередніх скликань
| ПІБ                            | Основні відомості                                                        | Дата обрання | Дата звільнення |
| ------------------------------ | ------------------------------------------------------------------------ | ------------ | --------------- |
| Коваленко Олександр Михайлович | Сільський голова, 1968 року народження, член Української Народної Партії | 26.03.2006   | 31.10.2010      |
| Коваленко Олександр Михайлович | Сільський голова, 1966 року народження, освіта вища, безпартійний        | 31.10.2010   |                 |

Примітка: таблиця складена за даними джерела

### Депутати
За результатами місцевих виборів 2010 року депутатами ради стали:

#### За суб'єктами висування
| Суб'єкт висування                                       | Кількість обраних депутатів | %    |
| ------------------------------------------------------- | --------------------------- | ---- |
| Політична партія Всеукраїнське об'єднання «Батьківщина» | 6                           | 50   |
| Комуністична партія України                             | 2                           | 16,7 |
| Народна Партія                                          | 1                           | 8,3  |
| Партія регіонів                                         | 1                           | 8,3  |
| Політична партія «Сильна Україна»                       | 1                           | 8,3  |
| Соціалістична партія України                            | 1                           | 8,3  |

#### За округами
| № округу                                                | Прізвище, ім'я, по батькові   | Дата визнання обраним | Освіта         | Партійна приналежність                        | Відомості про обраного депутата                         |
| ------------------------------------------------------- | ----------------------------- | --------------------- | -------------- | --------------------------------------------- | ------------------------------------------------------- |
| Комуністична партія України                             |                               |                       |                |                                               |                                                         |
| 6                                                       | Мамедова Валентина Григорівна | 04.11.2010            | Освіта вища    | член Комуністичної партії України             | Калюжинська загальноосвітня школа, вчитель математики   |
| 11                                                      | Очкань Володимир Васильович   | 04.11.2010            | Освіта середня | член Комуністичної партії України             | тимчасово не працює                                     |
| Народна Партія                                          |                               |                       |                |                                               |                                                         |
| 4                                                       | Карпенко Лариса Миколаївна    | 04.11.2010            | Освіта середня | член Народної партії                          | Срібнянський територіальний центр, соціальний працівник |
| Партія регіонів                                         |                               |                       |                |                                               |                                                         |
| 10                                                      | Федоренко Ольга Миколаївна    | 04.11.2010            | Освіта вища    | член Партії регіонів                          | Калюжинське відділення зв'язку, завідувачка             |
| Політична партія Всеукраїнське об'єднання «Батьківщина» |                               |                       |                |                                               |                                                         |
| 1                                                       | Чубенко Володимир Іванович    | 04.11.2010            | Освіта вища    | член Всеукраїнського об'єднання «Батьківщина» | СТОВ «Батьківщина», інженер                             |
| 5                                                       | Карпенко Микола Петрович      | 04.11.2010            | Освіта середня | позапартійний                                 | СТОВ «Батьківщина», водій                               |
| 7                                                       | Мархель Федір Васильович      | 04.11.2010            | Освіта середня | позапартійний                                 | СТОВ «Батьківщина», водій                               |
| 8                                                       | Гавриш Володимир Михайлович   | 04.11.2010            | Освіта середня | позапартійний                                 | СТОВ «Батьківщина», водій                               |
| 9                                                       | Вербняк Володимир Петрович    | 04.11.2010            | Освіта вища    | член Всеукраїнського об'єднання «Батьківщина» | підприємство «Нафком-Агро», тракторист                  |
| 12                                                      | Павлова Любов Іванівна        | 04.11.2010            | Освіта вища    | член Всеукраїнського об'єднання «Батьківщина» | СТОВ «Батьківщина», повар                               |
| Політична партія «Сильна Україна»                       |                               |                       |                |                                               |                                                         |
| 3                                                       | Ромазан Віктор Миколайович    | 04.11.2010            | Освіта вища    | позапартійний                                 | Калюжинська загальноосвітня школа, директор             |
| Соціалістична партія України                            |                               |                       |                |                                               |                                                         |
| 2                                                       | Ромазан Людмила Миколаївна    | 04.11.2010            | Освіта вища    | член Соціалістичної партії України            | Калюжинська сільська рада, секретар                     |

## Освіта
На території сільради діє Калюжинська ЗОШ І-ІІ ст.,а також функцілнує сільськогосподарське товариство «Батьківщина», фермерське господарство «Денвер-Еліт»